# Зоологічна пам'ятка природи

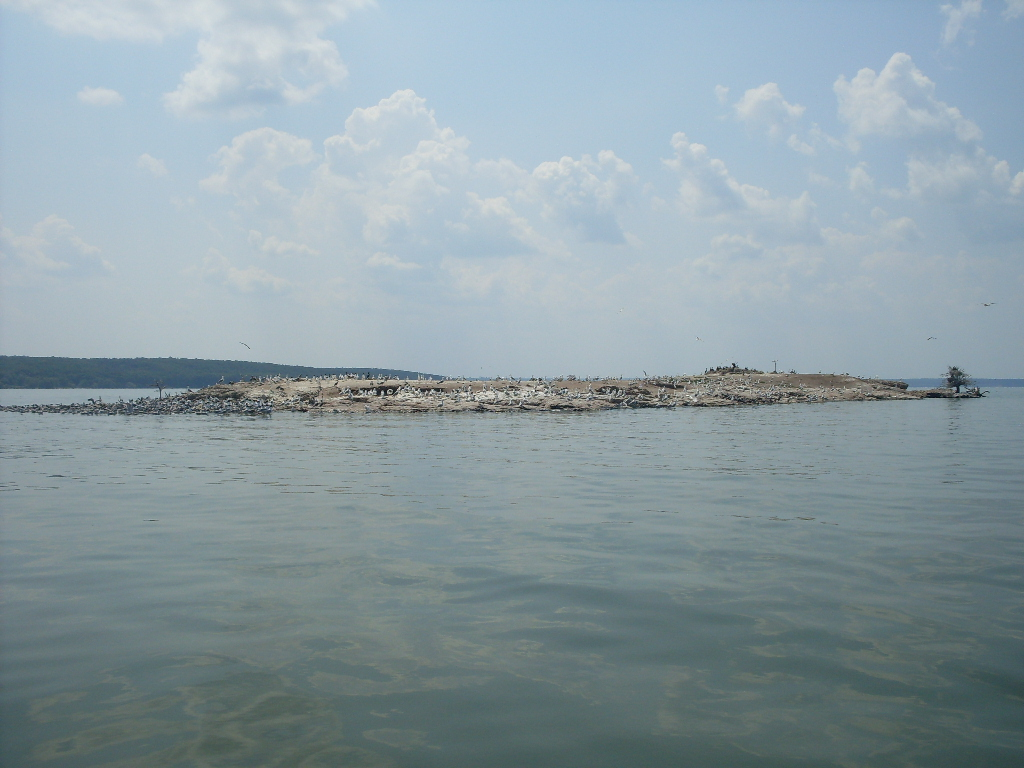
Зоологічна пам'ятка природи «Пташиний базар»

Зоологі́чна па́м'ятка приро́ди — природоохоронна територія, пам'ятка природи, котра охоплює природні комплекси — окремі місця поширення дикої фауни. Такі заповідні території створюються з метою охорони передусім рідкісних видів тварин, у тому числі плазунів, птахів, комах. 
Зоологічні пам'ятки природи бувають загальнодержавного або місцевого значення. 